# 이산화 탄소의 전기화학적 환원
이산화 탄소의 전기화학적 환원(영어: Electrochemical reduction of carbon dioxide) 또는 CO2RR은 이산화 탄소(CO2)를 전력량을 사용하여 더 환원된 화학종으로 변환하는 과정이다. CO2RR은 폼산염, 일산화 탄소, 메테인, 에틸렌, 에탄올을 포함한 다양한 화합물을 생산할 수 있다. 재생 가능 에너지와 연도가스 또는 직접공기집기에서 공급되는 CO2를 사용하여 공정을 진행할 경우, 이는 효율적인 형태의 탄소 포집 및 활용이 될 수 있다.
CO₂RR은 폐기물 CO2에서 유용한 제품을 만들면서 온실 기체 배출을 줄일 수 있는 잠재력 때문에 최근 상당한 연구 및 상업적 관심을 받고 있다. 주요 과제는 전기 비용, 이러한 제품의 기존 석유화학 기반 생산 방법과의 경쟁, 그리고 사용 전에 CO2를 정제해야 할 필요성이다.
CO2의 전기화학적 환원은 19세기 아연 캐소드를 사용하여 이산화 탄소를 일산화 탄소로 환원시키면서 처음 시연되었다. 이 분야는 1970년대 오일 쇼크 이후 1980년대에 관심이 급증했다. 2021년 현재, 지멘스, Dioxide Materials, 트웰브, GIGKarasek 및 OCOchem을 포함한 여러 회사에서 이산화 탄소 전기화학적 환원 시범 및 실증 규모가 개발 중이다. 최근 상온 조건에서 이산화 탄소 전기 분해 기술의 주요 기술적 격차와 상업적 잠재력을 평가하기 위한 기술 경제 분석이 수행되었다.
CO2RR은 전기 분해 장치를 사용하여 수행되며, 여기서 CO2는 캐소드에서 환원되고 물은 애노드에서 산소 가스(O2)로 산화된다. 애노드에는 일반적으로 촉매도 포함되어 있는데, 촉매의 선택은 생성물에 큰 영향을 미친다. 예를 들어, 금과 은은 일산화 탄소를 생성하는 경향이 있으며, 구리는 종종 에틸렌 또는 에탄올과 같은 다중 탄소 화합물을 생성한다. 탄산염 또는 CO2에서 유래한 탄산수소염, MEA 또는 DEA와 같은 알칼리 또는 아민 기반 흡착제를 사용하여 연도 가스 방출물에서 얻은 카르밤산염을 포함하여 다른 형태의 CO2를 환원시키기 위한 대체 전기 분해 장치도 개발되었다. 이러한 시스템의 기술 경제성은 아직 실현 가능하지 않지만, 산업적으로 관련된 규모에서 에틸렌과 같은 상업용 화학 물질을 생산하는 데 거의 순수한 탄소 중립 경로를 제공한다.

## 역사
1870년, 프랑스 화학자 J. 로이어는 탄산 가스(이산화 탄소)를 아연 애노드를 사용하여 폼산으로 전기화학적으로 환원시키는 것을 처음으로 보고했다. 1904년, 독일 화학자 알프레드 쇤과 슈테판 얀은 이 과정을 더 자세히 연구하여 다양한 캐소드와 pH 범위를 테스트했으며, 아연 아말감 캐소드와 비산성 전해질에 대한 강한 선호도를 지적했다. 이러한 조건은 이 신흥 분야의 연구 표준이 되었다. 1940년대와 1950년대의 실험, 특히 피에르 반 라이셀버그의 실험은 반응 과정을 연구하여, 이산화 탄소(탄산염 또는 탄산수소염 이온이 아님)가 전기활성 종임을 증명했다.
이러한 기초 연구는 주로 CO2를 폼산염 또는 폼산으로 환원시키는 것을 보고했다. 다른 제품의 생성은 1980년대에 자세히 연구되기 시작했는데, 당시 호리 요시오와 그의 동료들은 탄화수소와 일산화 탄소를 생산하는 조건을 보고했다.

## 산업에서
일부 화학 물질은 요소 (화학), 살리실산, 메탄올 및 특정 무기 및 유기 탄산염을 포함하여 CO2로부터 산업적으로 제조되지만, 이는 전기화학적 공정보다는 표준 화학 공정이다. 그러나 2020년대 초부터 여러 회사가 이산화 탄소의 전기화학적 환원을 위한 상업 규모 공정 개발에 투자하고 있다. 캘리포니아에 본사를 둔 스타트업인 트웰브는 이산화 탄소를 일산화 탄소로 환원시키는 것을 목표로 하며, 이는 다시 피셔-트롭쉬 과정을 통해 탄화수소로 전환될 수 있다. 프랑스-미국 스타트업인 Dioxycle은 광범위한 화학 물질 및 플라스틱의 원료로 널리 사용되는 에틸렌을 생산한다.
실험실에서는 이산화 탄소가 때때로 카복실화로 알려진 과정에서 카복실산을 준비하는 데 사용된다. 산업 규모의 셀 크기(15,000cm2)에서 상온에서 작동하는 전기화학적 CO2 전해조는 미국 육군이 발행한 R&D 계약의 일환으로 OCOchem에 의해 2024년 4월에 발표되었다. 이 CO2 전해조는 캐소드 표면적이 15,000cm2로 가장 가까운 대안보다 650% 더 크고 85%의 지속적인 패러데이 효율을 달성하는 세계 최대 규모로 보고되었다. CO2를 CO로 환원시키기 위한 고온 고체 산화물 전해조 셀 (SOEC)이 상업적으로 이용 가능하다. 예를 들어, Haldor Topsoe는 CO2 환원용 SOEC를 제공하며, 생산된 CO Nm3당 6–8 kWh가 보고되었고 최대 99.999% CO의 순도를 제공한다.

## 전기촉매 반응
이산화 탄소의 다양한 제품으로의 전기화학적 환원은 일반적으로 다음과 같이 설명된다.
| 반응                                 | 표준수소전극에 대한 pH = 7에서의 환원 전위 Eo (V) |
| ------------------------------------ | ------------------------------------------------- |
| CO2 + 2 H+ + 2 e− → CO + H2O         | −0.52                                             |
| CO2 + 2 H+ + 2 e− → HCOOH            | −0.61                                             |
| CO2 + 8 H+ + 8 e− → CH4 + 2 H2O      | −0.24                                             |
| 2 CO2 + 12 H+ + 12 e− → C2H4 + 4 H2O | −0.34                                             |

이러한 반응의 산화환원 전위는 수성 전해질에서 수소 발생 반응과 유사하므로, CO2의 전기화학적 환원은 일반적으로 수소 발생 반응과 경쟁한다.
전기화학적 방법은 다음과 같은 이유로 상당한 주목을 받았다.
1. 상압 및 상온에서;
2. 재생 에너지원과 관련하여 (태양연료 참조)
3. 경쟁력 있는 제어 가능성, 모듈성 및 규모 확장이 비교적 간단하다.[20]

CO2의 전기화학적 환원 또는 전기 촉매 변환은 메탄, 에틸렌, 에탄올 등과 같은 부가가치 화학 물질을 생산할 수 있으며, 제품은 주로 선택된 촉매 및 작동 전위(환원 전압 적용)에 따라 달라진다. 다양한 균일 및 불균일 촉매가 평가되었다.
이러한 많은 과정은 금속 이산화탄소 복합체의 중간체를 통해 작동한다고 가정한다. 많은 과정은 높은 과전압, 낮은 전류 효율, 낮은 선택성, 느린 반응 속도, 및 낮은 촉매 안정성으로 인해 어려움을 겪는다.
전해질의 조성이 결정적일 수 있다. 가스 확산 전극이 유용하다.

## 촉매
촉매는 주요 제품에 따라 그룹화될 수 있다. 여러 금속은 수소 발생을 촉진하기 때문에 CO2RR에 적합하지 않다. 특정 유기 화합물에 선택적인 전기 촉매는 폼산염에 주석 (원소) 또는 비스무트, 일산화 탄소에 은 또는 금을 포함한다. 구리는 메테인, 에틸렌, 에탄올과 같은 여러 환원된 제품을 생산하며, 메탄올, 프로판올 및 1-부탄올도 미량 생산되었다.
세 가지 일반적인 제품은 일산화 탄소, 폼산염 또는 고차 탄소 제품(탄소 원자 2개 이상)이다.

### 일산화 탄소 생성
일산화 탄소는 다양한 귀금속 촉매를 통해 CO2RR에서 생성될 수 있다. 금은 가장 활성이 높은 것으로 알려져 있지만 은도 매우 활성이 높다. Au와 Ag 결정 모두의 계단면(예: 110 및 211)이 평면면(예: 111 및 100)보다 활성이 10배 이상 높은 것으로 알려져 있다. 그래핀 격자에 Ni를 기반으로 한 단일 자리 촉매도 일산화 탄소에 대한 높은 선택성을 보여주었다.
기계적으로, CO2RR을 일산화 탄소로 전환하는 촉매는 일산화 탄소에 강하게 결합하지 않아 촉매에서 벗어날 수 있다. CO2RR에서 일산화 탄소로의 속도 제한 단계는 첫 번째 전자 전달 단계이며, 이는 전기장에 큰 영향을 받는다.

### 폼산염/폼산 생성
폼산은 다양한 촉매를 통해 CO2RR에서 주요 제품으로 생산된다.
CO2에서 폼산 생산을 촉진하는 촉매는 CO2의 두 산소 원자에 모두 강하게 결합하여 양성자가 중심 탄소를 공격하도록 한다. 중심 탄소를 공격한 후, 양성자 하나가 산소에 결합하면 폼산염이 생성된다. 인듐 촉매는 인듐-산소 결합 에너지가 인듐-탄소 결합 에너지보다 강하기 때문에 폼산염 생산을 촉진한다. 이는 일산화 탄소 대신 폼산염 생산을 촉진한다.

### C>1생성 촉매
구리 전기촉매는 CO2에서 다중 탄소 화합물을 생성한다. 여기에는 C2 제품(에틸렌, 에탄올, 아세테이트 등) 및 C3 제품(프로판올, 아세톤 등)도 포함된다. 이러한 제품은 C1 제품보다 가치가 높지만, 현재 효율성은 낮다.

## 같이 보기
- 전기메테인 생성
- 바이오 배터리
- 이퓨얼
- 레몬 전지
- 이산화 탄소의 광전기화학적 환원
- 이산화 탄소의 광화학적 환원
- 물의 전기분해
- 전기화학 에너지 변환
- 생체전기화학 반응기

## 내용주
1. ↑  표준 온도 압력에서 1입방미터를 차지하는 기체의 양.

## 추가 문헌
- LaConti AB, Molter TM, Zagaja JA (May 1986). 《Electrochemical Reduction of Carbon Dioxide.》. Online: Information for the Defense Industry. 2012년 3월 27일에 원본 문서에서 보존된 문서.
- Fujita E (January 2000). 《Carbon Dioxide (Reduction)》. Upton, NY (United States): Brookhaven National Lab. (BNL).
- Neelameggham NR. “Carbon Dioxide Reduction Technologies: A Synopsis of the Symposium at TMS 2008”. 《The Minerals, Metals & Materials Society (TMS)》.